# محمد سهیل (بازیکن فوتبال، زاده ۱۹۶۳)
محمد سهیل (انگلیسی: Mohammed Sahil؛ زادهٔ ۱۱ اکتبر ۱۹۶۳) بازیکن سابق فوتبال اهل مراکش بود.
وی عضو تیم ملی فوتبال مراکش در جام جهانی فوتبال ۱۹۸۶ بوده است.